# Rugabano
Rugabano est un secteur (umurenge) du district de Karongi, dans la Province de l'Ouest du Rwanda.   
Rugabano est situé près du centre de Gakuta, au pied du mont Gisunzu.